# Craugastor pygmaeus
La rana ladrona pigmea (Craugastor pygmaeus) es una especie de Anuro de la familia Craugastoridae, género Craugastor. Es nativo de Guatemala y México.

## Clasificación y descripción
Es una de las ranas más pequeñas que se encuentran en el Valle (Tehuacán-Cuicatlan). Los adultos llegan a alcanzar una longitud de hocico a cloaca de 14 mm. La cabeza es casi triangular. El cuerpo puede ser liso o verrugoso. Las extremidades son largas y delgadas, dedos ligeramente cortos y que carecen de membrana interdigital; tubérculos subarticulares bien desarrollados. 
Existe mucha variación en el patrón de coloración en esta especie. La coloración dorsal puede ser verde olivo, café claro, hasta café oscuro con reticulaciones oscuras, algunas pueden presentar bandas transversales en forma de “V” invertidas y una banda interorbital puede estar presente; el brazo y antebrazo es anaranjado, la ingle es amarillo verdoso.
Algunos ejemplares pueden tener una banda blanca por toda la región dorsal del cuerpo, originándose desde la punta del hocico hasta la cloaca; las extremidades anteriores y posteriores presentan barras oscuras transversales; la región ventral es amarillenta con numerosas manchas blancas o amarillentas.

## Distribución y hábitat
Su área de distribución incluye México (desde Michoacán hacia el sur y en el este en Veracruz y Oaxaca) y el altiplano occidental de Guatemala.
Esta especie tiene una distribución fragmentada en varios estados del centro y sureste de México. La especie se ha registrado para partes altas del Valle de Cuicatlán.

## Hábitat
Esta especie habita los bosques mesófilos, Quercus y pino-encino a una altitud de 2,268 a 2,465 m s. n. m. Debido a su pequeño tamaño es difícil observarlos. Suele encontrarse brincando sobre la hojarasca tanto en el día como en la noche, muchas asociadas a pequeños arroyos. Cuando se siente amenazada, brinca rápidamente sobre la hojarasca, ocultándose debajo de las hojas. Es una especie insectívora y su modo de reproducción es ovíparo con desarrollo directo. También habita en bosques de tierras bajas, como bosque húmedo tropical y bosque semi-tropical caducifolio.

## Estado de conservación
Sen encuentra enlistada dentro de la IUCN como una especie en estado vulnerable (VU)